# 피루브산 탈카복실화효소
피루브산 탈카복실화효소(영어: pyruvate decarboxylase) (EC 4.1.1.1)는 피루브산을 아세트알데하이드로 탈카복실화하는 반응을 촉매하는 효소이다. 2-옥소산 카복실화효소(영어: 2-oxo-acid carboxylase), α-케토산 카복실화효소(영어: α-ketoacid carboxylase)라고도 한다. 혐기성 조건에서 피루브산 탈카복실화효소는 효모, 특히 사카로미세스속의 발효 과정에 참여하여 발효에 의한 에탄올을 생성한다. 또한 산소가 부족할 때 물고기가 에탄올 발효(젖산 발효와 함께)를 수행할 수 있도록 하는 일부 어종(금붕어 및 잉어)에도 존재한다. 피루브산 탈카복실화효소는 피루브산을 아세트알데하이드와 이산화 탄소로 전환하는 것으로 에탄올 발효를 시작한다. 피루브산 탈카복실화효소는 보조 인자인 티아민 피로인산(TPP)과 마그네슘에 의존한다. 피루브산 탈카복실화효소를 피루브산의 아세틸-CoA로의 산화적 탈카복실화를 촉매하는 산화환원효소인 피루브산 탈수소효소(EC 1.2.4.1)와 혼동해서는 안된다.

## 구조
피루브산 탈카복실화효소는 각 이량체의 단량체 사이에 공유되는 두 개의 활성 부위를 갖는 이량체의 이량체로 생성된다. 효소는 β-α-β 구조를 포함하여 평행한 β-시트를 생성한다. 각 이합체에 563개의 잔기의 소단위체가 포함되어 있다. 효소는 강한 단량체 간의 인력을 가지고 있지만 이량체는 느슨하게 상호작용하여 느슨한 사량체를 형성한다.
피루브산 탈카복실화효소의 결정학적 구조
- 티아민 피로인산(TPP)가 부착된 피루브산 탈카복실화효소 단량체
- 피루브산 탈카복실화효소 사량체
- 선택된 아미노산(Glu51, Glu477, Asp444, Asp28)을 가지고 있는 피루브산 탈카복실화효소의 활성 부위. 보조 인자인 티아민 피로인산(TPP)와 Mg2+도 표시되어 있다.선택된 아미노산(Glu51, Glu477, Asp444, Asp28)을 가지고 있는 피루브산 탈카복실화효소의 활성 부위. 보조 인자인 티아민 피로인산(TPP)와 Mg2+도 표시되어 있다.
- 기질인 피루브산과 상호작용할 때 입체구조의 변화에 참여하는 활성 부위(TPP 및 Mg)에 대한 His 및 Cys 잔기의 위치기질인 피루브산과 상호작용할 때 입체구조의 변화에 참여하는 활성 부위(TPP 및 Mg)에 대한 His 및 Cys 잔기의 위치

### 활성 부위의 잔기
각 활성 부위는 티아민 피로인산(TPP) 고리와 상호작용하는 산성의 Glu477 및 보조 인자의 결합에 참여하는 Glu51을 포함하여 20개의 아미노산 잔기를 가지고 있다. 이들 글루탐산은 또한 양성자 공여체로 역할을 하는 티아민 피로인산의 일리드를 안정화시킨다. 이 Glu477 주변의 비극성 환경은 비극성이며, 이는 정상적인 pKa보다 높은 데 기여한다(정상적인 Glu 및 Asp의 pKa는 작은 단백질에서 약 4.6이다).
친유성 잔기 Ile476, Ile480, Pro26은 Glu477 주변 영역의 비극성에 기여한다. 티아민 피로인산(TPP) 조효소와는 별개로 음으로 하전된 유일한 다른 잔기는 Glu477의 pKa를 증가시키는 데 도움이 되는 Asp28이다. 따라서 효소의 환경은 Glu477의 γ-카복실기의 양성자화가 pH 6 정도가 되도록 허용되어야 한다.
티아민 피로인산(TPP)의 아미노피리미딘 고리는 일단 이민 형태일 때 염기 역할을 하여 티아민 피로인산에서 C2 양성자를 끌어내어 친핵체 일리드를 형성한다. 이것은 효소가 티아민 피로인산의 C2를 탈양성자화하기 위해 존재하는 염기성 곁사슬이 없기 때문에 일어나야 한다. 이러한 Glu와 관련된 활성 부위의 돌연변이는 효소의 비효율 또는 불활성을 초래할 수 있다. 이러한 불활성은 N1' 및 4'-아미노기가 없는 실험에서 입증되었다. 핵자기 공명(NMR) 분석에서 티아민 피로인산이 기질 유사체인 피루바마이드와 효소에 결합할 때 일리드의 생성 속도가 정상적인 효소 속도보다 큰 것으로 결정되었다. 또한 Glu51에서 Gln으로의 돌연변이 비율은 이 비율을 상당히 감소시킨다.
Asp444 및 Asp28 잔기는 Mg2+와 결합한다. 2개의 Cys221(각 부위에서 20 Å 이상 떨어져 있음) 및 His92는 기질의 이용 가능성에 따라 효소를 저해하거나 활성화시키는 입체구조적 변화를 유발한다. 활성 부위에 결합된 기질이 피루브산이면 효소는 이 조절 부위에서의 입체구조적 변화에 의해 활성화된다. 입체구조적 변화는 1,2 친핵성 첨가를 수반한다. 싸이오케탈을 형성하는 이 반응은 효소를 불활성 상태에서 활성 상태로 변화시킨다.
부위의 저해는 XC6H4CH=CHCOCOOH 부류의 저해제/기질 유사체에 의해 수행될 뿐만 아니라 신남알데하이드와 같은 화합물로부터의 탈카복실화 생성물에 의해 수행된다. 저해제에 대한 다른 잠재적인 친핵성 부위로는 Cys152, Asp28, His114, His115, Gln477이 있다.
피루브산 탈카복실화효소의 정상적인 촉매 속도는 kcat = 10 s−1이다. 그러나 Glu51의 Gln으로의 돌연변이가 있는 효소의 속도는 kcat = 1.7 s−1이다.

### 티아민 피로인산 보결분자단
보조 인자인 티아민 피로인산(TPP)은 효소에 대한 보결분자단이다. 티아졸 고리에서 황과 질소 원자 사이에 위치한 CH 중심은 산성이다. 탈양성자화시 티아민 피로인산은 일리드를 생성하고 탄소 음이온으로 음전하를 띤다. 이것은 피루브산의 케톤 탄소에서 친핵체로 반응할 수 있다. 피루브산의 탈카복실화 동안 티아민 피로인산은 비공유결합에 의해 탄소 음이온 중간생성물을 친전자체로 안정화시킨다. 구체적으로 피리딜 질소 N1' 및 티아민 피로인산의 4'-아미노기는 효소-티아민 피로인산 복합체의 촉매 기능에 필수적이다.

## 메커니즘
|  |

효소는 피루브산을 이산화 탄소와 아세트알데하이드로 분해한다. 반응은 케토기에서 친핵성 티아졸 탄소의 공격에 의해 진행된다. 중간생성물은 비가역적인 단계에서 이산화 탄소를 잃고 엔올을 생성한다. 이어서 유리 알데하이드가 방출되고 티아민 피로인산이 재생된다.

## 효모
효모에서 피루브산 탈카복실화효소는 혐기성 발효 동안 독립적으로 작용하여 피루브산을 아세트알데하이드와 이산화 탄소로 분해한다. 피루브산 탈카복실화효소는 세포가 제거하는 CO2 제거 수단을 생성한다. 피루브산 탈카복실화효소는 또한 경쟁하는 생물체를 제거하기 위한 항생제로 사용되는 에탄올을 생성하는 수단이기도 하다. 피루브산 탈카복실화효소는 전이 상태에서 카보닐 탄소 원자에서 일어나는 음전하의 축적 때문에 α-케토산의 탈카복실화를 돕는 데 필요하다. 따라서 효소는 티아민 피로인산과 α-케토산(피루브산)이 만나기에 적합한 환경을 제공한다.

## 같이 보기
- 알코올 발효
- 피루브산
- 아세트알데하이드
- 탈카복실화
- 피루브산 카복실화효소
- 젖산 탈수소효소